# Staatliches Raketenzentrum Makejew

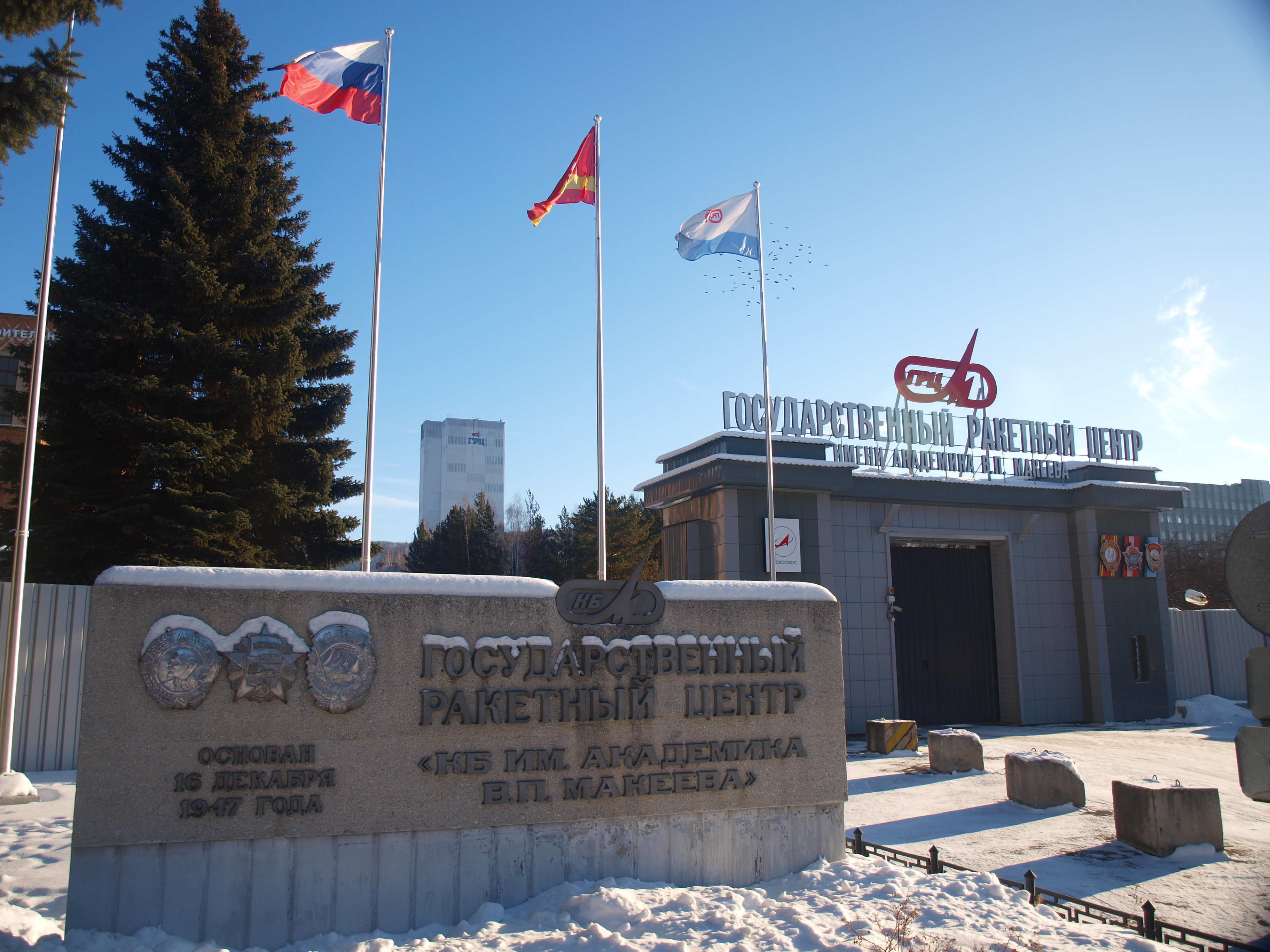
Staatliches Raketenzentrum Makejew (2019)

Das Staatliche Raketenzentrum Makejew (GRZ) (russisch Государственный ракетный центр «Конструкторское бюро им. академика В. П. Макеева», ГРЦ)  ist eines der führenden russischen Konstruktionsbüros von U-Boot-gestützten ballistischen Flugkörpern (SLBM).
Es wurde 1947 als Spezialkonstruktionsbüro SKB-385 (СКБ-385) in Slatoust gegründet. 1959 wurde das SKB-3 nach Miass in der Oblast Tscheljabinsk umgezogen. Die Leitung übernahm Wiktor Petrowitsch Makejew. Mitte der 1960er wurde das  SKB-385 in Konstruktionsbüro für Maschinenbau (KBM) (russisch Конструкторское бюро машиностроения (КБМ)) umbenannt. 1993 folgte die nächste Umbenennung in Staatliches Raketenzentrum Makejew.
Seit den frühen 1960er-Jahren entwickelte das GRZ drei Generationen von Flugkörpern für die sowjetische Seekriegsflotte und auch heute noch bilden diese Flugkörper das Rückgrat der russischen U-Boot-gestützten Atomstreitkräfte.
Das GRZ nimmt heute an den Programmen der russischen Raumfahrtbehörde teil und ist auf dem Weg, einen immer größeren Teil seines Einkommens aus zivilen Geschäften zu erzielen. Unter anderem entwickelte es Trägerraketen, die entweder von U-Booten (Schtil und Wolna), von landgestützten Starteinrichtungen oder von Schiffen und Flugzeugen gestartet werden können. Das GRZ nimmt auch an der Entwicklung von kleinen Raumfahrzeugen teil.